# Saint-Sauveur-la-Vallée
Saint-Sauveur-la-Vallée is een plaats en voormalige gemeente in het Franse departement Lot in de regio Occitanie en telt 53 inwoners (2009). De plaats maakt deel uit van het arrondissement Gourdon.

## Geschiedenis
Saint-Sauveur-la-Vallée is op 1 januari 2016 gefuseerd met de gemeenten Beaumat, Fontanes-du-Causse, Labastide-Murat en Vaillac tot de gemeente Cœur de Causse.  

## Geografie
De oppervlakte van Saint-Sauveur-la-Vallée bedraagt 6,6 km², de bevolkingsdichtheid is dus 8 inwoners per km².
De onderstaande kaart toont de ligging van Saint-Sauveur-la-Vallée met de belangrijkste infrastructuur en aangrenzende gemeenten.

## Demografie
Onderstaande figuur toont het verloop van het inwonertal.